# Parrocchie civili del Worcestershire
Questa è una lista delle parrocchie civili del Worcestershire, Inghilterra.

## Bromsgrove
Bromsgrove e Rubery non sono coperte da parrocchie.
- Alvechurch
- Barnt Green
- Belbroughton
- Bentley Pauncefoot
- Beoley
- Bournheath
- Catshill and North Marlbrook
- Clent
- Cofton Hackett
- Dodford with Grafton
- Finstall
- Frankley
- Lickey and Blackwell
- Lickey End (2001)
- Hagley
- Hunnington
- Romsley
- Stoke Prior
- Tutnall and Cobley
- Wythall

## Malvern Hills
- Abberley
- Alfrick
- Astley and Dunley
- Bayton
- Berrow
- Birtsmorton
- Bockleton
- Bransford
- Broadheath
- Broadwas
- Bushley
- Castlemorton
- Clifton upon Teme
- Cotheridge
- Croome D'Abitot
- Doddenham
- Earl's Croome
- Eastham
- Eldersfield
- Great Witley
- Grimley
- Guarlford
- Hallow
- Hanley
- Hanley Castle
- Hill Croome
- Hillhampton
- Holdfast
- Holt
- Kempsey
- Kenswick
- Knighton on Teme
- Knightwick
- Kyre
- Leigh
- Lindridge
- Little Malvern
- Little Witley
- Longdon
- Lower Sapey
- Lulsley
- Madresfield
- Malvern
- Malvern Wells
- Mamble
- Martley
- Newland
- Pendock
- Pensax
- Powick
- Queenhill
- Ripple
- Rochford
- Rushwick
- Severn Stoke
- Shelsley Beauchamp
- Shelsley Kings
- Shelsley Walsh
- Shrawley
- Stanford with Orleton
- Stockton on Teme
- Stoke Bliss
- Suckley
- Tenbury
- Upton-upon-Severn
- Welland
- West Malvern
- Wichenford

## Redditch
La maggior parte di Redditch non è coperta da parrocchie.
- Feckenham

## Worcester
La maggior parte di Worcester non è coperta da parrocchie.
- St. Peter the Great County
- Warndon

## Wychavon
Wychavon è interamente coperto da parrocchie.
- Abberton, Worcestershire
- Abbots Morton
- Aldington
- Ashton under Hill
- Aston Somerville
- Badsey
- Beckford
- Besford
- Bickmarsh
- Birlingham
- Bishampton
- Bredicot
- Bredon and Bredon's Norton
- Bretforton
- Broadway
- Broughton Hackett
- Charlton
- Childswickham
- Churchill
- Church Lench
- Cleeve Prior
- Cookhill
- Cropthorne
- Crowle
- Defford
- Dodderhill
- Dormston
- Doverdale
- Drakes Broughton and Wadborough
- Droitwich Spa
- Eckington
- Elmbridge
- Elmley Castle, Bricklehampton and Netherton
- Elmley Lovett
- Evesham
- Fladbury
- Flyford Flavell
- Grafton Flyford
- Great Comberton
- Hadzor
- Hampton Lovett
- Hanbury
- Hartlebury
- Harvington
- Hill and Moor
- Himbleton
- Hindlip
- Hinton on the Green
- Honeybourne
- Huddington
- Inkberrow
- Kemerton
- Kington
- Little Comberton
- Martin Hussingtree
- Naunton Beauchamp
- North and Middle Littleton
- North Claines
- North Piddle
- Norton and Lenchwick
- Norton Juxta Kempsey
- Oddingley
- Offenham
- Ombersley
- Overbury and Conderton
- Pebworth
- Peopleton
- Pershore
- Pinvin
- Pirton
- Rous Lench
- Salwarpe
- Sedgeberrow
- South Littleton
- Spetchley
- Stock and Bradley
- Stoulton
- Strensham
- Throckmorton
- Tibberton
- Upton Snodsbury
- Upton Warren
- Westwood
- White Ladies Aston
- Whittington
- Wick
- Wickhamford
- Wyre Piddle

## Wyre Forest
Kidderminster non è coperta da parrocchie.
- Bewdley
- Broome
- Chaddesley Corbett
- Churchill and Blakedown
- Kidderminster Foreign
- Ribbesford
- Rock
- Rushock
- Stone
- Stourport-on-Severn
- Upper Arley
- Wolverley and Cookley